# 世にも奇妙な物語 25周年記念!秋の2週連続SP
『世にも奇妙な物語 25周年記念!秋の2週連続SP』（よにもきみょうなものがたり 25しゅうねんきねん!あきの2しゅうれんぞくスペシャル）は、フジテレビで『土曜プレミアム』枠で2015年11月21日と11月28日に2週にわたって放送された『世にも奇妙な物語』の特別編である。

## 概要
2週連続でスペシャル版を放送するのは番組史上初の試みである。1週目である11月21日には、視聴者からの人気投票で上位にランクインした作品を新たな出演者により復活させる「傑作復活編」を、11月28日には、日本を代表する映画監督が演出する「映画監督編」を放送した。

### 傑作復活編
2014年11月18日に放送された『世にも奇妙な物語 25周年スペシャル・春 〜人気マンガ家競演編〜』の直後に番組内で視聴者による人気投票を呼び掛けた。総投票数92761件からトップ30が発表され、そのうちの5本を今まで番組に携わってきた演出家（高丸雅隆、後藤庸介、岩田和行、都築淳一、植田泰史）の5名が選出、リメイクとして復活する。選ばれたのは1991年放送の「ズンドコベロンチョ」、1992年放送の「ハイ・ヌーン」、1994年放送の「思い出を売る男」、2006年放送の「イマキヨさん」、2007年放送の「昨日公園」。
主役を演じる役者のうち、「ズンドコベロンチョ」で主役を演じる藤木直人以外の野村周平、有村架純、和田アキ子、木梨憲武の4名は番組初主演。また、「イマキヨさん」の中島直俊と「ズンドコベロンチョ」の北川悦吏子はオリジナル版から引き続き脚本を手掛けている。

#### 投票結果
| 順位 | タイトル                   | 放送日     |
| ---- | -------------------------- | ---------- |
| 1位  | イマキヨさん               | 2006.03.28 |
| 2位  | ニートな彼とキュートな彼女 | 2014.04.05 |
| 3位  | 空想少女                   | 2014.04.05 |
| 4位  | 昨日公園                   | 2006.10.02 |
| 5位  | 才能玉                     | 2007.03.26 |
| 6位  | はじめの一歩               | 2010.10.04 |
| 7位  | ズンドコベロンチョ         | 1991.04.18 |
| 8位  | 懲役30日                   | 1998.09.25 |
| 9位  | BLACK ROOM                 | 2001.01.01 |
| 10位 | 美女缶                     | 2005.04.12 |
| 11位 | 夜汽車の男                 | 2002.03.27 |
| 12位 | 雪山                       | 2003.07.12 |
| 13位 | 自殺者リサイクル法         | 2009.10.05 |
| 14位 | ロッカー                   | 1990.05.03 |
| 15位 | 23分間の奇跡               | 1991.12.26 |
| 16位 | 時の女神                   | 1994.07.07 |
| 17位 | 来世不動産                 | 2012.10.06 |
| 18位 | 過去からの日記             | 2004.09.20 |
| 19位 | 13番目の客                 | 2001.01.01 |
| 20位 | 迷路                       | 2003.09.18 |
| 21位 | どつきどつかれて生きるのさ | 2008.09.23 |
| 22位 | トイレの落書               | 1995.04.03 |
| 23位 | 自販機男                   | 2007.10.02 |
| 24位 | 相席の恋人                 | 2012.10.06 |
| 25位 | 峠の茶屋                   | 1991.02.14 |
| 26位 | 思い出を売る男             | 1994.10.10 |
| 27位 | ハイ・ヌーン               | 1992.06.11 |
| 28位 | 石油が出た                 | 2013.05.11 |
| 29位 | サブリミナル               | 1992.12.30 |
| 30位 | 栞の恋                     | 2010.10.04 |

- 得票数92761件。

### 映画監督編
2週目の11月28日に放送された「映画監督編」では、世界を舞台に活躍する人気監督と、彼らが主演を望んだキャストが手を組む。発表された組み合わせは、山崎貴（『永遠の0』）×阿部サダヲ、本広克行（『踊る大捜査線』）×妻夫木聡、佐藤嗣麻子（『アンフェア』）×竹内結子、中田秀夫（『リング』）×中谷美紀、清水崇（『呪怨』）×満島真之介。清水は、「学生時代から、友達と話題にしていた番組。今回手がけさせてもらえることになって光栄です」と喜びをあらわにした。
25年にわたりプロデューサー・演出として携わってきた小椋久雄は「25年にもわたり番組を支え続けてくれた視聴者の皆様へ感謝の気持ちを伝えるためスペシャルを制作いたしました。日本を代表する映画監督達にモチベーション高く参加して頂いており、今から出来上がりがとても楽しみです」と作品への意気込みを明かしている。

### スピンオフストーリー
11月5日からは番組の宣伝を兼ねて、Yahoo!で「ががばば」と検索するとあるギミックが発動するという仕掛けが登場（発動前に注意が表示され、音声なし、もしくはスキップも可能）。また、ギミック終了後は「世にも奇妙な物語」の検索結果が表示され、そこからスピンオフ動画を見ることができた。
その後、傑作復活編エンディングにはエンドロール後にショートストーリーが放送。ストーリーのあとに「決して『ががばば』と検索してはならない」とテロップで注意を促していた。また、放送終了後はギミックの内容や表示内容が一部変わっている。

### 漫画版
週刊少年マガジンでは11月18日発売分に「美女缶」が、25日発売分にはオリジナルストーリー「張り込み先」が掲載。また、マンガボックスでは21日に「私は、女優」が掲載された。

## 傑作復活編

### 昨日公園
男性同士の設定から女性同士に変更してリメイク。

#### キャスト
- 中島美和 - 有村架純
- 町田隆子 - 福田麻由子
- 遠藤陽介 - 大和田健介
- 町田泰代 - 岩橋道子
- 町田剛史 - 三澤和歩
- 美和の母 - 中村真知子
- 強盗犯 - 上野山浩
- 女性アナウンサーの声 - 新美有加

#### スタッフ
- 原作 - 朱川湊人『昨日公園』（文藝春秋社刊「都市伝説セピア」所収）
- 編成企画 - 増本淳、野﨑理、大木綾子
- 脚本 - 酒巻浩史
- 演出 - 植田泰史
- プロデュース - 後藤庸介

### イマキヨさん

#### キャスト
- 高田和夫 - 野村周平
- イマキヨさん - 酒井敏也[注 1]
- 遠藤晴美 - 藤原令子
- 警察官 - ヒデ（ペナルティ）
- 吉井等 - 山田裕貴
- 面接官 - 児島功一

#### スタッフ
- 原作・脚本 - 中島直俊
- 編成企画 - 増本淳、野﨑理、大木綾子
- 演出 - 高丸雅隆
- プロデュース - 後藤庸介

### ハイ・ヌーン
主人公のサラリーマン（男性）として和田が男役で出演。
- 主演 - 和田アキ子

### ズンドコベロンチョ
主人公の設定を広告会社のエリートサラリーマンからIT業界の寵児に変更してリメイク。
- 主演 - 藤木直人

### 思い出を売る男

#### キャスト
- 古川三博 - 木梨憲武（とんねるず）
- 古川優美子 - 西田尚美
- 夢野虎彦 - 今井朋彦
- 古川日菜 - 田中千空
- 岡田 - 三浦誠己
- 小林寿 - 菊池均也
- 森島理恵 - 舟木幸
- 長谷川直人 - 西沢仁太
- 内野孝夫 - 北山雅康
- 加藤 - 玉井英棋
- 医師 - 飯田孝男
- 部長 - 紺野相龍
- ハローワークの事務員 - 阿部翔平
- 大家 - ふくまつみ
- 古川の高校生時代 - 吉田翔
- 小林の高校生時代 - 金子大地
- 長谷川の高校生時代 - 長村航希
- 内野の高校生時代 - 中田晴大

#### スタッフ
- 原作 - 林誠人、高山直也
- 脚本 - 本田隆朗
- 演出 - 岩田和行
- プロデュース - 後藤庸介

## 映画監督編

### 箱

#### キャスト
- 吉野朔子 - 竹内結子
- 110番の声 - 水橋研二、柏原優美
- 大輔 - 高橋一生
- 医師 - 飯田基祐
- 朔子の母 - 金沢きくこ
- 朔子の上司 - 難波圭一
- その他 - 猫田直、森本のぶ、小川智弘、小川夢華

#### スタッフ
- 編成企画 - 増本淳、野﨑理、大木綾子
- 脚本・演出 - 佐藤嗣麻子
- 音楽 - 住友紀人
- プロデュース - 小椋久雄

#### 備考
- 放送終了後、内容の一部が映画『［リミット］』の盗作ではないかと疑惑がもたれている[5]

### 幸せを運ぶ眼鏡

#### キャスト
- 村上涼太 - 妻夫木聡
- 三浦あゆみ - 山本美月
- 紳士 - 橋本じゅん
- ウェルサ - 日髙のり子（声の出演）
- ビジネスマン - 古舘寛治
- 村上の上司 - 大石吾朗
- レストランの従業員 - 菅原永二、清水葉月
- 結婚式場の従業員 - 古屋隆太
- 同僚 - 与座よしあき、石渡愛

#### スタッフ
- 編成企画 - 増本淳、野﨑理、大木綾子
- 脚本 - 宇山佳佑
- 監督 - 本広克行
- 総合プロデュース - 小椋久雄
- プロデュース - 牧野治康、岡林修平

### 事故物件

#### キャスト
- 早瀬由希子 - 中谷美紀
- 早瀬朱理 - 新井美羽
- 早瀬真一 - 高橋和也
- 不動産屋 - 諏訪太朗
- 心療内科医 - 最所美咲
- 朱理の担任教師 - 羽村純子
- 小野里麻耶
- 秋山皓郎
- 芦村顕
- 宮田亜紀

#### スタッフ
- 編成企画 - 増本淳、野﨑理、大木綾子
- 脚本 - 加藤淳也、三宅隆太
- 演出 - 中田秀夫
- プロデュース - 小椋久雄

### バツ

#### キャスト
- 初野元秀 - 阿部サダヲ
- 邑田英策 - ムロツヨシ
- 初野弥生 - 鈴木砂羽
- 初野はづき - 吉田里琴
- 益田江梨子 - 山谷花純
- 社長 - 柴田義之
- 医師 - 河原健二
- 邑田の妻 - 氏家恵
- 宗田正樹 - 谷藤太
- 北山厚生労働大臣 - 児玉頼信
- 駅員 - 野崎祐介
- アナウンサー - 福原直英、田淵裕章

#### スタッフ
- 原作 - 原田宗典「バツ（×）」（『どこにもない短編集』所集 / 角川文庫）
- 編成企画 - 増本淳、野﨑理、大木綾子
- 脚本 - 長谷川徹
- 監督 - 山崎貴

### 嘘が生まれた日

#### キャスト
- 宇佐美正太郎 - 満島真之介
- 増谷理 - 白洲迅
- 内田和也 - 矢本悠馬
- 正太郎の父 - 小市慢太郎
- 正太郎の母 - 内田淳子
- 市川幸恵 - 笹岡ひなり
- 警官 - 矢柴俊博
- 上司 - やべけんじ
- ウェイター - 中村靖日
- 幸恵の祖母 - 佐藤直子
- 幸恵の母 - 田実陽子
- 正太郎の元彼女 - 杉本有美
- 友松栄
- 翔子 - 松野井雅
- 山﨑勝之
- 鈴木聖奈
- 川面千晶
- 太田いず帆
- 岩本淳
- 松下太亮
- 原舞花
- 藤井ペイジ（飛石連休）
- ビューティーこくぶ
- 枝元萌
- 雪中梨世
- 太宰美緒
- 小澤知将
- 清宮義騎
- 斗澤康秋
- 村田絢
- 手嶋政文
- 慶徳優菜

#### スタッフ
- 原作 - 渡辺優平『ウソキヅキ』（少年ジャンプ+掲載）
- 編成企画 - 増本淳、野﨑理、大木綾子
- 脚本 - 宇山佳佑
- 演出 - 清水崇
- プロデュース - 小椋久雄

## 放送日程
| 話数       | 放送日         | サブタイトル       | 主演       | 脚本                      | 演出・監督 | 原作・原案      |
| 傑作復活編 | 傑作復活編     | 傑作復活編         | 傑作復活編 | 傑作復活編                | 傑作復活編 | 傑作復活編      |
| ---------- | -------------- | ------------------ | ---------- | ------------------------- | ---------- | --------------- |
| 第1話      | 2015年11月21日 | 昨日公園           | 有村架純   | 酒巻浩史                  | 植田泰史   | 朱川湊人        |
| 第2話      | 2015年11月21日 | イマキヨさん       | 野村周平   | 中島直俊                  | 高丸雅隆   | 中島直俊        |
| 第3話      | 2015年11月21日 | ハイ・ヌーン       | 和田アキ子 | 守口悠介 神戸一彦         | 都築淳一   | 江口寿史        |
| 第4話      | 2015年11月21日 | ズンドコベロンチョ | 藤木直人   | 北川悦吏子 ジェーン・スー | 後藤庸介   | 北川悦吏子      |
| 第5話      | 2015年11月21日 | 思い出を売る男     | 木梨憲武   | 本田隆朗                  | 岩田和行   | 林誠人 高山直也 |
| 映画監督編 |                |                    |            |                           |            |                 |
| 第1話      | 2015年11月28日 | 箱                 | 竹内結子   | 佐藤嗣麻子                | 佐藤嗣麻子 | -               |
| 第2話      | 2015年11月28日 | 幸せを運ぶ眼鏡     | 妻夫木聡   | 宇山佳佑                  | 本広克行   | -               |
| 第3話      | 2015年11月28日 | 事故物件           | 中谷美紀   | 加藤淳也 三宅隆太         | 中田秀夫   | -               |
| 第4話      | 2015年11月28日 | バツ               | 阿部サダヲ | 長谷川徹 山崎貴           | 山崎貴     | 原田宗典        |
| 第5話      | 2015年11月28日 | 嘘が生まれた日     | 満島真之介 | 宇山佳佑                  | 清水崇     | 渡辺優平        |